# Phorusrhacidae
Phorusrhacidae – rodzina wymarłych nielotnych ptaków neognatycznych blisko spokrewnionych ze współczesnymi kariamami. Wiele gatunków należy do największych ptaków w historii. Większość była drapieżnikami, niektóre z nich cechowała zdolność do bardzo szybkiego biegu. Zasiedlały głównie Amerykę Południową. Prawdopodobnie wyewoluowały pod koniec kredy, a wyginęły w plejstocenie.

## Budowa
Anatomia Phorusrhacidae jest stosunkowo dobrze zbadana, ponieważ znane są niemal kompletne szkielety niektórych mniejszych Phorusrhacidae, takich jak Psilopterus i Procariama, jednak większych przedstawicieli rodziny reprezentują mniej kompletne okazy – jedynie Paraphysornis jest znany ze szkieletu kompletnego w około 70%.
Phorusrhacidae należą do największych ptaków w historii – najwięksi przedstawiciele osiągali rozmiary zbliżone do moa olbrzymiego czy mamutaka. Brontornis ważył prawdopodobnie 350 – 400 kg i osiągał około 175 cm wzrostu na poziomie grzbietu, a głowę mógł unosić do 280 cm. Bardzo duże rozmiary osiągały też Paraphysornis i Phorusrhacos – wynosiły one, odpowiednio, około 140 i 240 cm. Fororak mógł być nieco wyższy, jednak ważąc 130 kg był lżejszy od Paraphysornis, którego masa dochodziła do 180 kg. Patagornis i Andalgalornis osiągały 90 – 100 cm wysokości i ważyły 45 – 50 kg. Grupa Psilopterinae obejmuje najmniejsze znane Phorusrhacidae – Psilopterus bachmanni mierzył 60 cm wysokości (głowę mógł unosić na 80 cm) i ważył 5 kg, P. lemoinei osiągał maksymalną masę pomiędzy 7 a 9,37 kg, a Procariama – 10 kg przy wzroście 70 cm. Mesembriornis incertus był podobnych rozmiarów jak Patagornis i Andalgalornis, zaś M. milneedwardsi był o 20% większy i cięższy – mierzył 110 – 120 cm wysokości (głowę mógł unosić na 170 cm) i ważył niemal 70 kg. Czaszka kelenkena ma niemal 71 cm długości – więcej niż czaszka jakiegokolwiek innego znanego ptaka – jednak, jako przedstawiciel Phorusrhacinae, był lżej zbudowany niż Brontornithinae.
Niektóre z odnalezionych skamieniałości Phorusrhacidae, prawdopodobnie należących do tego samego gatunku, takie jak dwa tarsometatarsi brontornisów, różnią się wielkością o blisko 1/3, co sugeruje, że u ptaków tych występował dymorfizm płciowy. Samce miałyby być większe od samic, podobnie jak u blisko spokrewnionych z Phorusrhacidae kariam i niektórych nielotnych chruścieli.
Wśród Phorusrhacidae występowały różnice w budowie czaszki – mniejsze gatunki miały przeważnie bardzo wysokie dzioby, okrągłe oczodoły i sklepione puszki mózgowe, podczas gdy u większych przedstawicieli, takich jak Kelenken i Devincenzia dziób i oczodoły były znacznie niższe. U Phorusrhacidae skrzydła są znacznie gorzej wykształcone od kończyn tylnych, szczególnie u dużych gatunków mają stosunkowo znacznie mniejsze rozmiary.

## Systematyka
Gatunkiem typowym rodziny jest Phorusrhacos longissimus, opisany w 1887 roku przez Florentina Ameghino (wówczas niekompletna żuchwa została zinterpretowana jako należąca do bezzębnego ssaka). W 1889 roku Ameghino zmienił nazwę rodzajową na Phororhacos, a rodzinie nadał nazwę Phororhacosidae, co zaakceptowała większość późniejszych autorów. W 1963 roku Brodkorb zwrócił uwagę, że zmiana nazwy rodzajowej nie jest uzasadniona i przywrócił nazwę Phorusrhacos – do niej dostosował również nazwę rodziny – Phorusrhacidae (co wcześniej uczynił również Richard Lydekker). Ostatecznie nazwy Phorusrhacos i Phorusrhacidae uprawomocniła decyzja Międzynarodowej Komisji Nomenklatury Zoologicznej z 1992 roku.
Phorusrhacidae tradycyjnie zaliczano do rzędu żurawiowych (Gruiformes) lub chruścieli (Ralliformes), zawsze jednak w grupie Cariamae (obecnie należą do niej ex definitione, ponieważ według definicji przedstawionej przez Alvarengę i in., Cariamae to klad obejmujący ostatniego wspólnego przodka Phorusrhacidae i rodzaju Cariama i wszystkich jego potomków). Obecnie Phorusrhacidae dzieli się na pięć podrodzin: Phorusrhacinae, Mesembriornithinae, Patagornithinae, Psilopterinae i Brontornithinae. Niektórzy autorzy wyłączali Brontornithinae z Phorusrhacidae, np. Agnolín sugerował ich bliskie pokrewieństwo z blaszkodziobymi, co wsparli niektórzy autorzy, jednak późniejsza analiza przeprowadzona przez Alvarengę i współpracowników potwierdziła przynależność Brontornithinae do Phorusrhacidae. Analiza ta potwierdziła również monofiletyzm podrodziny Psilopterinae i rodziny Phorusrhacidae jako całości, choć podrodziny Patagornithinae, Phorusrhacinae i Brontornithinae nie są w niej monofiletyczne. Autorzy stwierdzają jednak, że istnieją cechy pozwalające je zdiagnozować, dlatego utrzymują podział Phorusrhacidae na pięć podrodzin. Z Phorusrhacidae wykluczono za to m.in. taksony klasyfikowane w rodzinie Ameghinornithidae oraz rodzaje Aenigmavis, Cunampaia, Smilornis, Pseudolarus, Liophornis i Riacama.

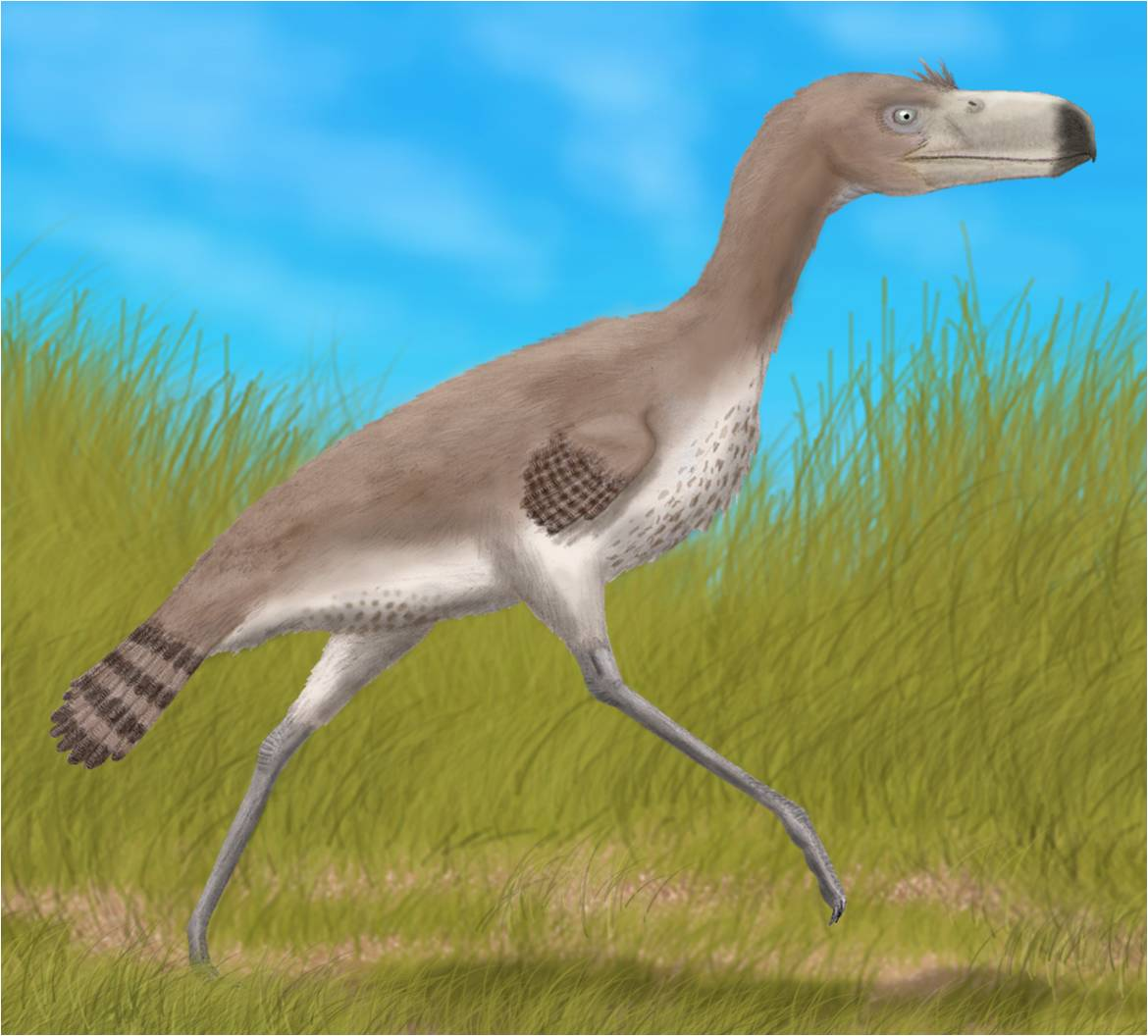
Procariama

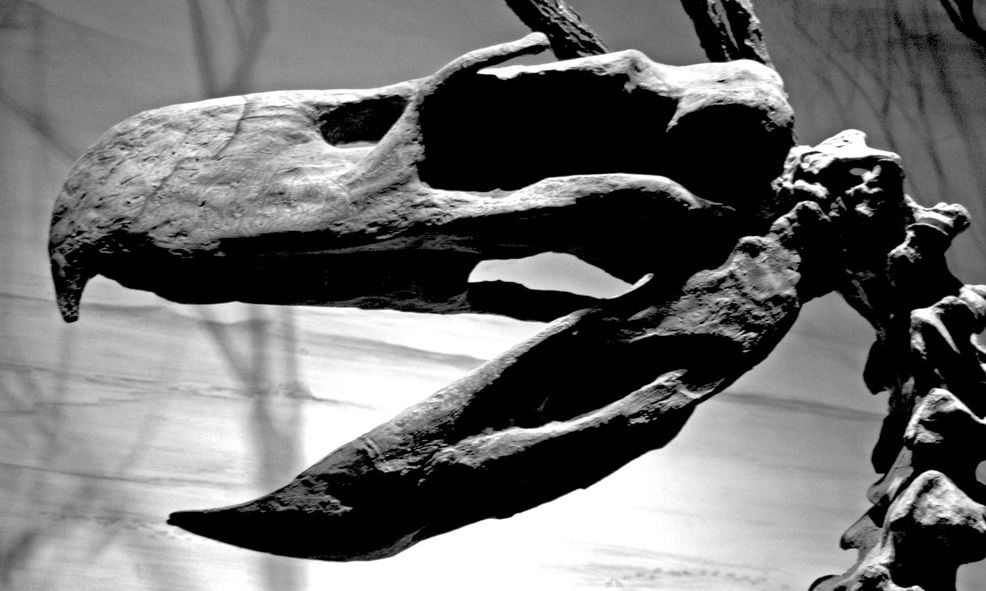
Czaszka Paraphysornis

|  | Mesembriornis |
|  |               |

|  | Psilopterus |
|  |             |
|  | Procariama  |
|  |             |

|  | Patagornis Pa                                                  |
|  |                                                                |
|  | Andrewsornis Pa                                                |
|  |                                                                |
|  | Andalgalornis Pa                                               |
|  |                                                                |
|  | Phorusrhacos Ph                                                |
|  |                                                                |
|  | Titanis Ph                                                     |
|  |                                                                |
|  | \| \| Devincenzia Ph \| \| \| \| \| \| Kelenken Ph \| \| \| \| |
|  |                                                                |
|  | Brontornis Br                                                  |
|  |                                                                |
|  | Physornis Br                                                   |
|  |                                                                |
|  | Paraphysornis Br                                               |
|  |                                                                |
|  | Devincenzia Ph                                                 |
|  |                                                                |
|  | Kelenken Ph                                                    |
|  |                                                                |

|  | Devincenzia Ph |
|  |                |
|  | Kelenken Ph    |
|  |                |

|  | Psilopterus |
|  |             |
|  | Procariama  |
|  |             |

|  | Patagornis Pa                                                  |
|  |                                                                |
|  | Andrewsornis Pa                                                |
|  |                                                                |
|  | Andalgalornis Pa                                               |
|  |                                                                |
|  | Phorusrhacos Ph                                                |
|  |                                                                |
|  | Titanis Ph                                                     |
|  |                                                                |
|  | \| \| Devincenzia Ph \| \| \| \| \| \| Kelenken Ph \| \| \| \| |
|  |                                                                |
|  | Brontornis Br                                                  |
|  |                                                                |
|  | Physornis Br                                                   |
|  |                                                                |
|  | Paraphysornis Br                                               |
|  |                                                                |
|  | Devincenzia Ph                                                 |
|  |                                                                |
|  | Kelenken Ph                                                    |
|  |                                                                |

|  | Devincenzia Ph |
|  |                |
|  | Kelenken Ph    |
|  |                |

|  | Mesembriornis |
|  |               |

|  | Psilopterus |
|  |             |
|  | Procariama  |
|  |             |

|  | Patagornis Pa                                                  |
|  |                                                                |
|  | Andrewsornis Pa                                                |
|  |                                                                |
|  | Andalgalornis Pa                                               |
|  |                                                                |
|  | Phorusrhacos Ph                                                |
|  |                                                                |
|  | Titanis Ph                                                     |
|  |                                                                |
|  | \| \| Devincenzia Ph \| \| \| \| \| \| Kelenken Ph \| \| \| \| |
|  |                                                                |
|  | Brontornis Br                                                  |
|  |                                                                |
|  | Physornis Br                                                   |
|  |                                                                |
|  | Paraphysornis Br                                               |
|  |                                                                |
|  | Devincenzia Ph                                                 |
|  |                                                                |
|  | Kelenken Ph                                                    |
|  |                                                                |

|  | Devincenzia Ph |
|  |                |
|  | Kelenken Ph    |
|  |                |

|  | Psilopterus |
|  |             |
|  | Procariama  |
|  |             |

|  | Patagornis Pa                                                  |
|  |                                                                |
|  | Andrewsornis Pa                                                |
|  |                                                                |
|  | Andalgalornis Pa                                               |
|  |                                                                |
|  | Phorusrhacos Ph                                                |
|  |                                                                |
|  | Titanis Ph                                                     |
|  |                                                                |
|  | \| \| Devincenzia Ph \| \| \| \| \| \| Kelenken Ph \| \| \| \| |
|  |                                                                |
|  | Brontornis Br                                                  |
|  |                                                                |
|  | Physornis Br                                                   |
|  |                                                                |
|  | Paraphysornis Br                                               |
|  |                                                                |
|  | Devincenzia Ph                                                 |
|  |                                                                |
|  | Kelenken Ph                                                    |
|  |                                                                |

|  | Devincenzia Ph |
|  |                |
|  | Kelenken Ph    |
|  |                |

|  | Mesembriornis |
|  |               |

|  | Psilopterus |
|  |             |
|  | Procariama  |
|  |             |

|  | Patagornis Pa                                                  |
|  |                                                                |
|  | Andrewsornis Pa                                                |
|  |                                                                |
|  | Andalgalornis Pa                                               |
|  |                                                                |
|  | Phorusrhacos Ph                                                |
|  |                                                                |
|  | Titanis Ph                                                     |
|  |                                                                |
|  | \| \| Devincenzia Ph \| \| \| \| \| \| Kelenken Ph \| \| \| \| |
|  |                                                                |
|  | Brontornis Br                                                  |
|  |                                                                |
|  | Physornis Br                                                   |
|  |                                                                |
|  | Paraphysornis Br                                               |
|  |                                                                |
|  | Devincenzia Ph                                                 |
|  |                                                                |
|  | Kelenken Ph                                                    |
|  |                                                                |

|  | Devincenzia Ph |
|  |                |
|  | Kelenken Ph    |
|  |                |

|  | Psilopterus |
|  |             |
|  | Procariama  |
|  |             |

|  | Patagornis Pa                                                  |
|  |                                                                |
|  | Andrewsornis Pa                                                |
|  |                                                                |
|  | Andalgalornis Pa                                               |
|  |                                                                |
|  | Phorusrhacos Ph                                                |
|  |                                                                |
|  | Titanis Ph                                                     |
|  |                                                                |
|  | \| \| Devincenzia Ph \| \| \| \| \| \| Kelenken Ph \| \| \| \| |
|  |                                                                |
|  | Brontornis Br                                                  |
|  |                                                                |
|  | Physornis Br                                                   |
|  |                                                                |
|  | Paraphysornis Br                                               |
|  |                                                                |
|  | Devincenzia Ph                                                 |
|  |                                                                |
|  | Kelenken Ph                                                    |
|  |                                                                |

|  | Devincenzia Ph |
|  |                |
|  | Kelenken Ph    |
|  |                |

|  | Mesembriornis |
|  |               |

|  | Psilopterus |
|  |             |
|  | Procariama  |
|  |             |

|  | Patagornis Pa                                                  |
|  |                                                                |
|  | Andrewsornis Pa                                                |
|  |                                                                |
|  | Andalgalornis Pa                                               |
|  |                                                                |
|  | Phorusrhacos Ph                                                |
|  |                                                                |
|  | Titanis Ph                                                     |
|  |                                                                |
|  | \| \| Devincenzia Ph \| \| \| \| \| \| Kelenken Ph \| \| \| \| |
|  |                                                                |
|  | Brontornis Br                                                  |
|  |                                                                |
|  | Physornis Br                                                   |
|  |                                                                |
|  | Paraphysornis Br                                               |
|  |                                                                |
|  | Devincenzia Ph                                                 |
|  |                                                                |
|  | Kelenken Ph                                                    |
|  |                                                                |

|  | Devincenzia Ph |
|  |                |
|  | Kelenken Ph    |
|  |                |

|  | Psilopterus |
|  |             |
|  | Procariama  |
|  |             |

|  | Patagornis Pa                                                  |
|  |                                                                |
|  | Andrewsornis Pa                                                |
|  |                                                                |
|  | Andalgalornis Pa                                               |
|  |                                                                |
|  | Phorusrhacos Ph                                                |
|  |                                                                |
|  | Titanis Ph                                                     |
|  |                                                                |
|  | \| \| Devincenzia Ph \| \| \| \| \| \| Kelenken Ph \| \| \| \| |
|  |                                                                |
|  | Brontornis Br                                                  |
|  |                                                                |
|  | Physornis Br                                                   |
|  |                                                                |
|  | Paraphysornis Br                                               |
|  |                                                                |
|  | Devincenzia Ph                                                 |
|  |                                                                |
|  | Kelenken Ph                                                    |
|  |                                                                |

|  | Devincenzia Ph |
|  |                |
|  | Kelenken Ph    |
|  |                |

### Ewolucja i paleobiogeografia
Najstarszym znanym przedstawicielem Phorusrhacidae jest Paleopsilopterus z paleocenu Brazylia, choć prawdopodobnie pierwsi przedstawiciele wyewoluowali jeszcze w kredzie w Ameryce Południowej. Niektórzy autorzy ponadto inaczej interpretują brazylijskie skamieniałości. Z tego okresu pochodzą skamieniałości z Ameryki Południowej, niekompletne szczątki czaszki z wyspy Seymour w Antarktyce oraz jedyny znany przedstawiciel Phorusrhacidae z Afryki – Lavocatavis. Afrykę mogli zasiedlić wcześni przedstawiciele, wciąż jeszcze zdolni do lotu, lub ptaki nielotne, które migrowały przez Ocean Atlantycki z wyspy na wyspę.
Angst i współpracownicy (2013) zaliczyli do Phorusrhacidae eoceński gatunek Eleutherornis cotei, znany ze skamieniałości odkrytych we Francji i Szwajcarii. Potwierdzenie takiej pozycji filogenetycznej E. cotei oznaczałoby, że był on jednym z najstarszych znanych przedstawicieli Phorusrhacidae. Angst i współpracownicy uznają, że nie można z pewnością wskazać, na którym kontynencie wyewoluowali pierwsi przedstawiciele rodziny; autorzy uznają przynależność Paleopsilopterus do Phorusrhacidae za niepewną, a ptaki uznane przez nich za najstarszych niewątpliwych przedstawicieli rodziny pochodzą z trzech różnych kontynentów (Eleutherornis z Europy, Lavocatavis z Afryki i nienazwany przedstawiciel podrodziny Psilopterinae z Ameryki Południowej). Angst i współpracownicy uznają za najbardziej prawdopodobnie, że Phorusrhacidae nie wyewoluowały w Europie, a przedstawiciele rodziny przybyli na ten kontynent z Afryki. Zdaniem autorów fakt, że przedstawiciele Phorusrhacidae byli najliczniejsi w Ameryce Południowej w połączeniu z faktem, że to na tym kontynencie żyją najbliżsi współcześni krewni rodziny (kariamy) może dowodzić, że rodzina wyewoluowała w Ameryce Południowej, ale nie pozwala całkowicie wykluczyć jej powstania w Afryce.
Największą różnorodność Phorusrhacidae osiągnęły w miocenie. Zawsze najliczniejsze były w Ameryce Południowej, jednak północnoamerykańskie szczątki Titanis walleri dowodzą, że ta grupa ptaków w późnym neogenie uczestniczyła w Great American Biotic Interchange („wielkiej amerykańskiej wymianie biotycznej”). Najmłodsze szczątki pochodzą z końca plejstocenu Urugwaju – liczą one około 17 620 lat, jednak niektórzy autorzy twierdzą, że są zbyt słabo zachowane, by potwierdzić ich przynależność do Phorusrhacidae. Najstarsze niekwestionowane skamieniałości pochodzą z wczesnego plejstocenu.

## Paleobiologia
Wszystkie znane Phorusrhacidae były ptakami nielotnymi, czego dowodzi znaczna redukcja kości skrzydeł i wzrost masy ciała. Niektórzy autorzy sugerowali, że niektóre mniejsze Phorusrhacidae, takie jak Psilopterus,  były zdolne do lotu, jednak w późniejszych badaniach przeważnie wykluczano taką możliwość. Proporcje kości kończyn tylnych wskazują, że Brontornithinae poruszały się wolno, co z kolei sugeruje, że żywiły się głównie padliną. Agnolín (2005) twierdził jednak, że żywiły się one roślinami. Przedstawiciele Patagornithinae byli przystosowani do znacznie szybszego poruszania się. Według obliczeń przeprowadzonych przez Blanco i Jonesa, niektóre Phorusrhacidae były zdolne do bardzo szybkiego biegu: Patagornis marshi i przedstawiciel Phorusrhacinae – o szacowanej masie, odpowiednio, 45 i 350 kg – mogły osiągać prędkość blisko 50 km/h. Według sporządzonego przez nich modelu, maksymalna prędkość Mesembriornis milneedwardsi o masie 70 kg mogłaby wynosić nawet 97 km/h, jednak wynik taki jest mało prawdopodobny. Zamiast tego, autorzy sugerują, że silne nogi Mesembriornis mogły służyć mu do łamania kości w celu dostania się do szpiku. Analizy mechaniczne czaszki andalgalornisa wskazują, że była ona wytrzymała na nacisk w kierunku pionowym, lecz stosunkowo słaba w stosunku do nacisku z boku. Sugeruje to, że Andalgalornis polował na małe zwierzęta, jednak większą zdobycz mógł atakować wieloma uderzeniami dzioba z góry, niczym siekierą.